# Перше Чурашево
Перше Чура́шево (рос. Первое Чурашево, чув. Урхас Кушкă) — село у складі Маріїнсько-Посадського району Чувашії, Росія. Адміністративний центр Першочурашевського сільського поселення.
Населення — 524 особи (2010; 555 у 2002).
Національний склад:
- чуваші — 98 %

Стара назва — Чурашево 1-е.